# Doko (Benin)
Doko è un arrondissement del Benin situato nella città di Toviklin (dipartimento di Kouffo) con 13.525 abitanti (dato 2006).